# Hoya lobbii
Hoya lobbii är en oleanderväxtart som beskrevs av Joseph Dalton Hooker. Hoya lobbii ingår i släktet Hoya och familjen oleanderväxter. Inga underarter finns listade i Catalogue of Life.